# فورنباخ
فورنباخ (بالألمانية: Vöhrenbach) هي مدينة وبلدة ألمانية تقع في Schwarzwald-Baar-Kreis في ألمانيا. يقدر عدد سكانها بـ 4,028 نسمة .

## المدن التوأمة
مدينة Morteau هي مدينة توأمة لـفورنباخ.

## معرض صور

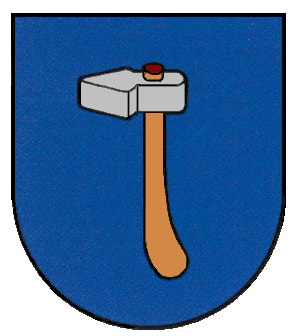
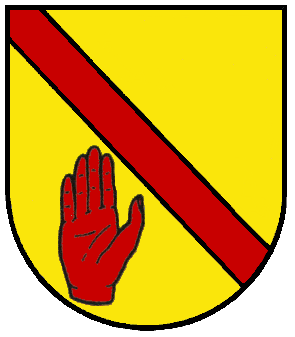
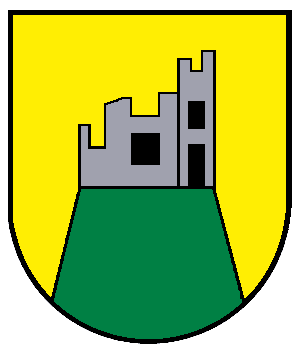